# Œil (rivière)
Pour les articles homonymes, voir Œil (homonymie).

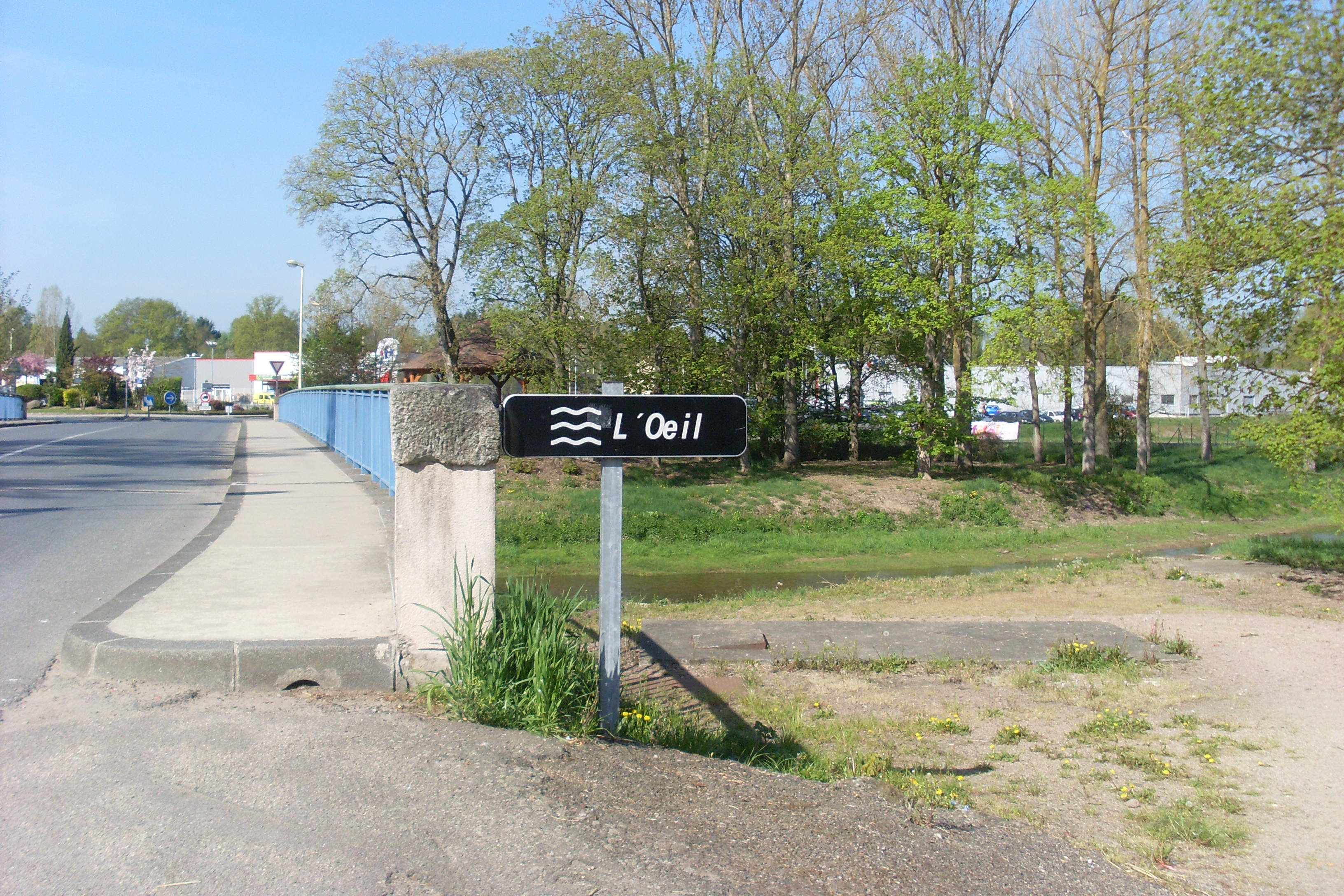
L'Oeil à Cosne-d'Allier.

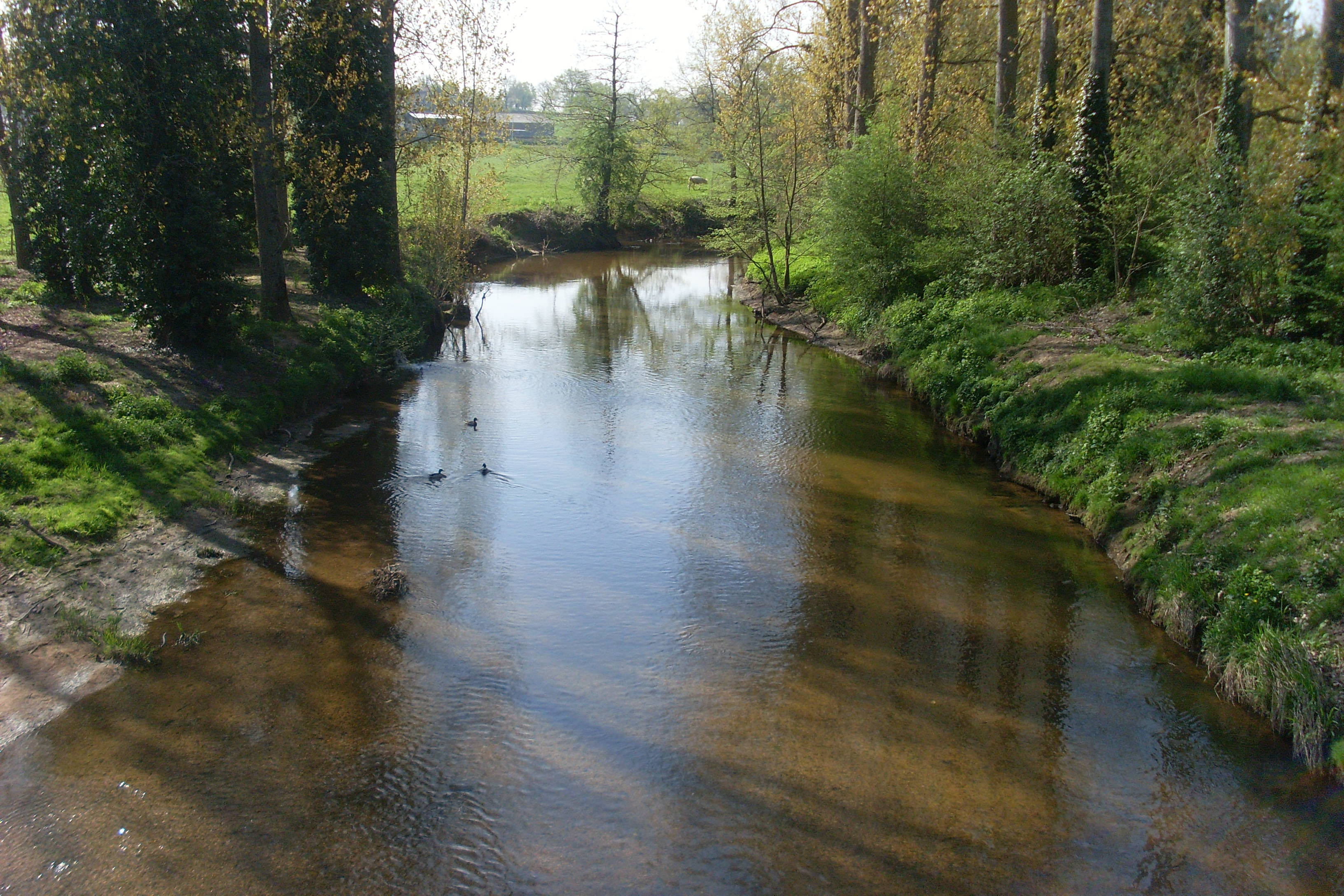

L’Œil est une rivière française qui coule dans le département de l'Allier, en région Auvergne-Rhône-Alpes. C'est un affluent gauche de l'Aumance, et donc un sous-affluent de la Loire par le Cher.

## Géographie
L’Œil prend naissance dans les confins nord du Massif central, sur le territoire de la commune de Beaune-d'Allier, à 528 m d'altitude, située à l'extrême sud du département de l'Allier, à la limite du Puy-de-Dôme. 
Il se dirige d'abord vers l'ouest jusqu'à la ville de Commentry, où il effectue un changement d'orientation qui le mène vers le nord. Il maintient globalement cette direction jusqu'à la fin de son parcours de 44,1 kilomètres.
Il se jette dans l'Aumance en rive gauche, sur le territoire de la commune de Cosne-d'Allier, à 222 m d'altitude.

### Communes et cantons traversés
Dans le seul département de l'Allier, l’Œil traverse ou longe, d'amont en aval, les douze communes suivantes, de Beaune-d'Allier (source), Hyds, Colombier, Malicorne, Commentry, Chamblet, Doyet, Saint-Angel, Deneuille-les-Mines, Villefranche-d'Allier, Sauvagny et Cosne-d'Allier (confluence).
Soit en termes de cantons, l'Œil prend source dans le canton de Commentry, conflue dans le canton d'Huriel, le tout dans l'arrondissement de Montluçon.

### Bassin versant
L'Œil traverse six zones hydrographiques pour une superficie totale de 402 km2. Ce bassin versant est constitué à 89.30 % de « territoires agricoles », à 7.68 % de « forêts et milieux semi-naturels », à 2,78 % de « territoires artificialisés », à 0,15 % de « surfaces en eau ».

## Affluents
L'Œil a dix tronçons affluents référencés :
- le ruisseau du Cluzeau ou ruisseau de Rigoulet (rg), 6,9 km sur les deux communes de Hyds (confluence), et Lapeyrouse (source)
- le ruisseau de l'Etang Neuf ou ruisseau de Chabassière (rg), 8 km sur les cinq communes de Hyds (confluence), Buxières-sous-Montaigut, Lapeyrouse, La Celle, Colombier.
- la Chaux (rg), 11,3 km sur les trois communes de Ars-les-Favets, La Celle, Colombier avec trois tronçons affluents :
- le Banny (rg), 11,3 km sur les trois communes de Arpheuilles-Saint-Priest (source), Durdat-Larequille, Commentry (confluence) avec deux affluents :
  - le Banne ou ruisseau de Gournet, 8,7 km sur les cinq communes de Durdat-Larequille, Ronnet, Commentry, Ars-les-Favets, La Celle avec deux affluents :
- le Bouchat (rg), 6,7 km sur les trois communes de Chamblet, Saint-Angel, Deneuille-les-Mines avec un affluent :
  - le ruisseau des Seignes, 3,3 km sur les deux communes de Chamblet (confluence), Saint-Angel (source).
- le Pont des Vaches (rg), 2,7 km sur les deux communes de Bizeneuille (source), Deneuille-les-Mines (confluence).
- ?, 1,1 km sur la seule commune de Deneuille-les-Mines.
- la Thernille ou ruisseau de Rongère ou ruisseau des Brosses ou ruisseau des Coulans (rd), 20 km sur quatre communes avec six tronçons affluents et de rang de Strahler quatre
- la Varenne (rg),
- ? (rg), 0,7 km sur la seule commune de Cosne-d'Allier.

Donc le rang de Strahler est de cinq.

## Hydrologie
L’Œil est une rivière moyennement abondante, comme sa voisine l'Aumance. 

### L'Œil à Villefranche-d'Allier
Son débit a été observé sur une période de 17 ans (1992-2008), à la station K5363210 - L’Œil à Villefranche-d'Allier (Fouctière), à 228 m d'altitude, à Villefranche-d'Allier, localité du département de l'Allier, située peu avant son confluent avec l'Aumance. Le bassin versant de la rivière y est de 319 km2, c'est-à-dire sa quasi-totalité.
Le module de la rivière à Villefranche-d'Allier est de 2,26 m3/s.
L’Œil présente des fluctuations saisonnières de débit très marquées, comme bien souvent dans le centre de la France, avec des hautes eaux d'hiver portant le débit mensuel moyen à un niveau situé entre 3,77 et 5,05 m3/s, de janvier à mars inclus (avec un maximum en janvier), et des basses eaux d'été parfois sévères, de fin juin à début octobre, avec une baisse du débit moyen mensuel jusqu'à 0,253 m3/s au mois d'août. Mais les fluctuations sont bien plus prononcées sur de plus courtes périodes.

### Étiage ou basses eaux
À l'étiage, le VCN3 peut chuter jusque 0,035 m3/s, en cas de période quinquennale sèche, soit seulement 35 litres par seconde, ce qui est fort bas même pour un petit cours d'eau, mais plutôt normal cette région éloignée de l'océan.

### Crues
Les crues peuvent être fort importantes compte tenu de la petite taille du bassin. Les QIX 2 et QIX 5 valent en effet respectivement 26 et 38 m3/s. Le QIX 10 est de 46 m3/s, le QIX 20 de 53 m3/s. Quant au QIX 50 il n'a pas été calculé, étant donné la trop courte période d'observation du cours d'eau.
Le débit instantané maximal enregistré a été de 53,1 m3/s le 1er mai 2004, tandis que la valeur journalière maximale était de 51,2 m3/s le 21 janvier de la même année. Si l'on compare la première de ces valeurs à l'échelle des QIX exposée plus haut, on constate que cette crue était d'ordre vicennal, et nullement exceptionnelle.

### Lame d'eau et débit spécifique
Au total, l’Œil est une rivière irrégulière et moyennement abondante, comme la plupart des rivières de piémont du Berry et de l'Allier issus des rebords septentrionaux du massif central. La lame d'eau écoulée dans son bassin est de 223 millimètres annuellement, ce qui est nettement inférieur à la moyenne d'ensemble de la France tous bassins confondus, et aussi à la moyenne du bassin de la Loire (plus ou moins 244 millimètres). Le débit spécifique de la rivière (ou Qsp) se monte dès lors à 7,0 litres par seconde et par kilomètre carré de bassin.

## Histoire
Jusqu'au XVIIIe siècle, on considérait que c'était l'Aumance qui se jetait dans l'Œil ; c'est semble-t-il à la suite d'une erreur des Cassini que la situation a été inversée. Les textes anciens et la toponymie gardent trace du fait que la rivière qui passait à Hérisson s'appelait l'Œil.

## Patrimoine - Curiosités - Tourisme
- Beaune-d'Allier : Plusieurs beaux châteaux : château de Salbrune (inscrit Monument Historique) avec tour ronde et logis du XVIIIe siècle, château de Villars des XVe et XIXe siècles, manoir de la Faye des XVe et XVIIe siècles, tour de l'ancien château de Mazeau du XVIIe, manoir des Guillaumets entouré de tours. Église romane de type auvergnat du XIIe siècle, remaniée, avec fort beau clocher. Étangs, bocage. Centre équestre avec attelage et promenades en calèche.
- Commentry : Église romane Saint-Front du XIIe siècle. Château des Forges du XVe et château de Montassiégé du XXe. Mairie d'architecture remarquable, tout comme le théâtre. Centre culturel. Métallurgie.  Miellerie. Verger expérimental, roseraies (visites). Étangs. Parc omnisports et nouvelle piscine (2013).
- Villefranche-d'Allier : Église romane Saint-Jacques-le-Majeur des XIe et XIIe siècles (Monument Historique), portail avec superbe rosace polylobée, Vierge de Pitié du XVIe. Ancienne église du prieuré de Montcenoux du XIe siècle. Ancienne église romane de Jonzais. Ancienne église romane de Saint-Julien de Neuville (Monument Historique) avec colonnes et chapiteaux romans. Ferme-château de Saint-Mœurs (inscrit Monument Historique). Château de Neuville du XIXe siècle. Un des plus grands abattoirs modernes d'Europe. Pêche.